# St. Bernardus

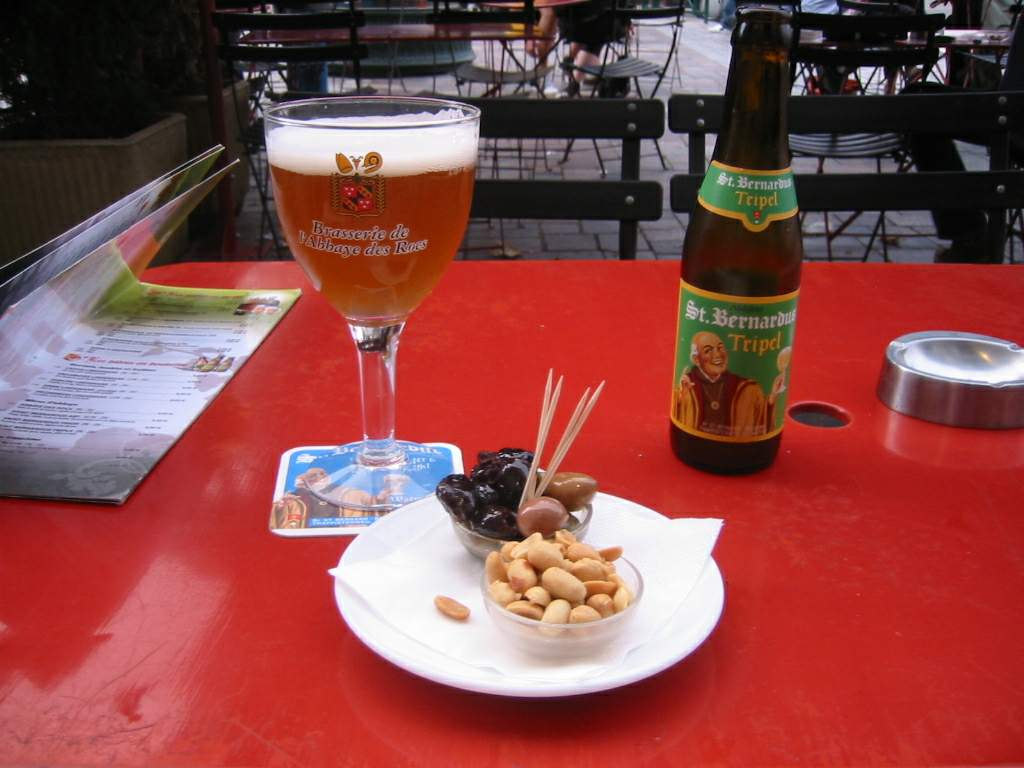
Bière en bouteille St. Bernardus Tripel.

La Saint Bernardus (Sint Bernardus en néerlandais) ou St. Bernardus (nom de marque déposée) est une bière d'abbaye brassée en Belgique. Contrairement à ce que son nom pourrait laisser penser, la Saint Bernardus n'est pas brassée par une abbaye, mais par la brasserie Brouwerij St. Bernard à Watou. Cependant, son histoire est liée à celle du monastère trappiste Saint-Sixtus à Westvleteren en Flandre-Occidentale.

## Histoire
À la fin du XIXe siècle une vague d’anticléricalisme déferla sur la France : les abbayes furent menacées de fermeture. Le Père Abbé de l’abbaye du Mont des Cats chercha refuge à Watou en Belgique dans une ferme qu’ils appelèrent Refuge Notre-Dame-de-Saint-Bernard (origine du nom « St. Bernardus »). Pour subvenir à leurs besoins les moines fabriquèrent du fromage.
En 1934, tout danger étant écarté, les moines quittèrent définitivement le refuge Notre-Dame-de-Saint-Bernard pour réintégrer leur abbaye. Évariste Deconinck reprit la fromagerie.
En 1945 l’abbaye de Saint-Sixte décida d’abandonner la commercialisation de ses bières et céda la licence à Évariste Deconinck qui, dès 1946, fabriqua son fromage St. Bernard le matin et avec la même équipe, la bière St Sixtus l’après-midi. Cette double activité s’est prolongée jusqu’en 1959 lorsque la fromagerie est cédée. Le refuge Notre-Dame-de-Saint-Bernard devient à partir de cette année une brasserie à part entière.
En 1962, Guy Claus, le beau-fils d'Évariste Deconinck, signe avec les moines de Saint-Sixte un contrat de trente ans pour le brassage des bières Saint-Sixtus.
En 1992, l’abbaye de Saint-Sixte refusa de prolonger le contrat à la suite de la décision des abbayes trappistes de ne plus céder de licence à des tiers. Les bières trappistes Saint-Sixtus appelées aussi Westvleteren furent dès lors brassées au sein de leur propre abbaye. Mais, depuis 1992, les bières continuent aussi à être brassées à Watou selon les mêmes recettes héritées des moines. Ne pouvant plus s'appeler Saint-Sixtus, elles sont dès lors commercialisées sous la marque St. Bernardus en référence au nom du Refuge Notre-Dame-de-Saint-Bernard.
La brasserie fait partie de l'association brassicole Belgian Family Brewers mais la St.Bernardus n'est pas une bière belge d'Abbaye reconnue. En 2017, la brasserie atteint une production de 40 000 hl.

## Bières

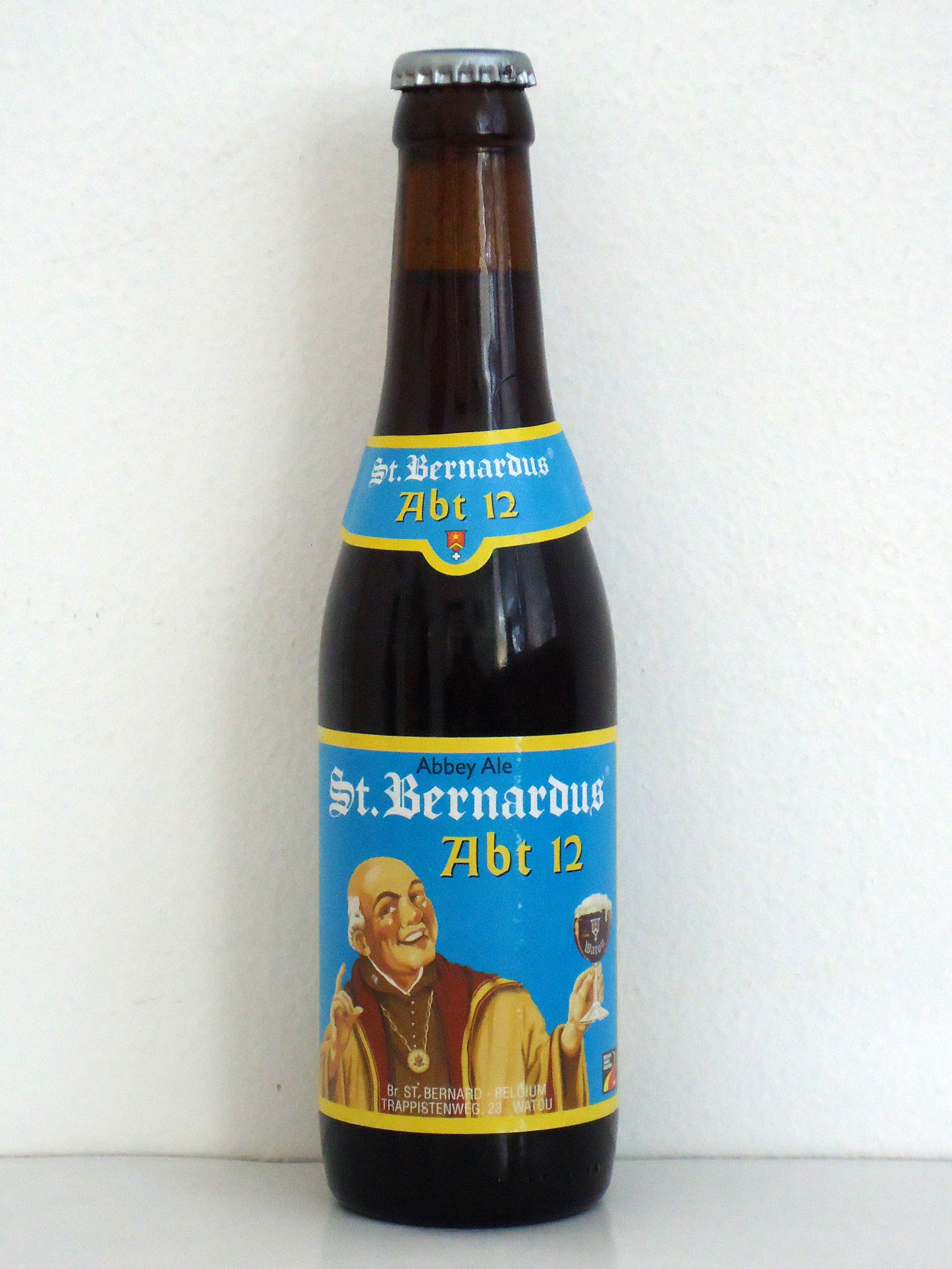
St.Bernardus.Abt.12

Après le brassage, la bière mûrit naturellement pendant trois mois, avant d’être soutirée en bouteille sans être filtrée. Une seconde fermentation résultant de l’ajout de sucre et de levure lui confère naturellement sa teneur en gaz carbonique et une belle mousse veloutée.
La brasserie St. Bernard fabrique une gamme de 8 bières :
- St. Bernardus Abt 12 : bière brune à l'arôme très fruité, délicate d’une couleur profonde titrant 10 % en volume d'alcool ;

La bière St.Bernardus Abt 12 est souvent comparée à la bière trappiste Westvleteren 12 qui fut reconnue meilleure bière du monde. Les recettes initiales ont une origine commune et, d'après de nombreux amateurs de bières, le goût et la saveur de ces deux bières sont très proches,.
- St. Bernardus Prior 8 : bière de haute fermentation, fermentée en bouteille, au goût fruité, au malt et au houblon, mousse crémeuse titrant 8 % en volume d'alcool ;

- St. Bernardus Pater 6 : bière de couleur châtaigne de haute fermentation titrant 6,7 % en volume d'alcool ;

- St. Bernardus Tripel : bière de haute fermentation, couleur d'ambre dorée, arôme puissant, moelleuse, au malt et au houblon titrant 8 % en volume d'alcool ;

- St. Bernardus Wit : bière blanche traditionnelle titrant 5,5 % en volume d'alcool ;

- St. Bernardus Christmas Ale : bière noire de Noël titrant 10 % en volume d'alcool ;

- St. Bernardus Extra 4 : bière blonde titrant 4,8 % en volume d'alcool ;

- Watou Tripel : bière à l’arôme doux et à l'amertume discrète, au malt et au houblon, saveur fruitée à l’orange douce titrant 7,5 % en volume d'alcool ;